# Masaaki Kimura
Masaaki Kimura (木村政昭, Kimura Masaaki), né le 6 novembre 1940, est un géologue japonais, professeur à l'université des îles Ryūkyū, à la faculté des sciences, où il enseigne les sciences de la terre.

## Biographie

### Origines et études
Masaaki Kimura est originaire de la ville de Yokohama dans la préfecture de Kanagawa. Il est diplômé de l'Université de Tokyo, département science. Il a un Ph.D. en géologie marine. Il étudie (ou travaille) à l'Ocean Research Institute à l'université de Tokyo, au Geological Survey du Japon, à l'Institut national des sciences et technologies industrielles avancées (AIST) géré par le ministère du Commerce extérieur et de l'Industrie, et au Lamont-Doherty Earth Observatory de l'université Columbia.
Masaaki Kimura commence à enseigner à l'université de Ryukus en 1977. 
Il est le pionnier de l'étude de la géologie marine japonaise. Expert en séismologie, il prédit l'éruption volcanique sur l'île de Miyake en 1983, sur l'île d'Izu Ōshima en 1986 et sur le Mont Fugen (sommet du complexe volcanique du Mont Unzen) près de la ville de Shimabara (Kyūshū) en 1991.

### Recherches sur Yonaguni
En 1996, Masaaki Kimura commence à étudier le monument de Yonaguni, et affirme qu'il s'agit d'une ville vieille d'au moins 5000 ans, immergée depuis un violent tremblement de terre il y aurait 3000 ans. Cette conviction, controversée, est nourrie dès sa première plongée sur le site où il identifie des marques de taille de pierre, et des sculptures ressemblant à des hommes ou des animaux (sphynx). Selon ses calculs, le site mesure 300x150 mètres de superficie,. Kimura décrit l'ensemble de la structure de la manière suivante : « La plus grande structure (le monument de Yonaguni) ressemble à une pyramide à étages, monolithique et complexe, s’élevant à une profondeur de 25 mètres ». 
Ses thèses sur le site de Yonaguni sont principalement remises en cause par le professeur agrégé de Sciences Naturelles au collège d'études générales de l'Université de Boston, Robert M. Schoch, qui a également mené des recherches sur le site en 1997.

## Autres fonctions
- Président de l'ONG Marine Science and Culture Heritage Research Association[5]

## Publications
- "Mu Tairiku wa Ryūkyū ni Atta" ("Le continent englouti légendaire "Mu" était dans les Ryūkyū", 1991)
- Diving Survey Report for Submarine Ruins Off Yonaguni, Japan
- MAJOR MAGMATIC ACTIVITY AS A KEY TO PREDICING LARGE EARTHQUAKES ALONG THE SALAMI TROUGH, JAPAN. - Nature, Vol. 260, Nr. 55547, 1976;
- QUATERNARY PALEO-GEOGRAPHY OF THE RYUKYU ARC, - J. Geography, Vol. 105, Nr. 3, 1996;
- A Continent Lost in the Pacific Ocean - Riddle of the Submarine Ruins in the Ryukyu Islands - Tokyo 1998
- Tectonic development in the regions around Japan since latest Miocene - Tokyo 2012

### Pages liées
- Monument de Yonaguni
- Mu